# Католический университет имени Кароя Эстерхази
Католический университет прикладных наук имени Кароя Эстерхази (венг. Eszterházy Károly Katolikus Egyetem, 
до 1 августа 2021 — Eszterházy Károly Egyetem) — университет в венгерском городе Эгер. Был основан в 1774 году; в 1989 году был переименован в честь его основателя, епископа Эстерхази Кароя.
В этом ВУЗе обучается более 8000 студентов; его здания расположены по всему городу и включают в себя самый просторный корпус в стиле барокко.

## Предыдущие названия
Университет прикладных наук имени Кароя Эстерхази имел в прошлом целый ряд названий:
Лицей,
Педагогический колледж (с 1828 года),
Колледж образования,
Колледж учителей Эгера (с 1962 года),
Колледж учителей им. Хо Ши Мина (с 1969),
Колледж учителей им. Кароя Эстерхази (с 1990),
а с 1 января 2000 по 30 июня 2016 года он назывался «Колледж имени Кароя Эстерхази».

## История
В 1761 году Ференц Барковци решил, что его семинария в Эгере будет развиваться в по тому же пути, что и Университет Надьсомбата, основанный Петером Пазманем, который состоял тогда из трёх факультетов (теология, гуманитарные науки и юриспруденция). Схемы здания для нового учебного заведения были сделаны Йозефом Игнацем Герлом (1734—1798).
Преемник Ференца — Карой Эстерхази — добавил в эту концепцию медицинский факультет, предполагая, что это будет первый в Венгрии университет с четырьмя факультетами. Чтобы основать университет, было необходимо разрешение королевы Венгрии Марии Терезии: она отклонила предложение о создании ВУЗа из-за отрицательного заключения, данного предшественником Кароя, Ференцем Барковци. В надежде на будущий успех Эстерхази продолжил строительство в соответствии с первоначальными планами, а в 1769 году им был даже создан четвертый факультет — это было первое медицинское образовательное учреждение в Венгрии. Несмотря на все усилия, Мария Терезия обозначила Университет Надьсомбата как базу для медицинских исследований в стране — хотя в городе, сегодня называющимся Трнава и находящимся на территории Словакии, даже не было больницы (в отличие от Эгера, где местной больницей руководил Ференц Маркхот). В результате медицинская школа в Эгере лишилась права присваивать звание доктора, что привело к закрытию учреждения в 1775 году.
В 1774 году преподавание в университете возобновилось в новом здании. Но уже в 1777 году учебное учреждение оказалось в сложном положении: Мария Терезиа перевела Надьсомбатский университет в Буду и публично заявила, что в Венгрии может быть только один университет. С этого момента учебное заведение в Эгере стало называться «лицей».
Философия и юридическое образование студентов было прекращено в 1784 году, а местная семинария была перенесена в Пешт в 1786 году. Однако Эстергази не отказался полностью от своих планов. После смерти Иосифа II, в 1790 году, преподавание философии было восстановлено — вместе с юридическим факультетом и семинарией.
В 1828 году архиепископ Иоганн Ладислаус Пиркер основал первое в Венгрии педагогическое учебное заведение: в 1852 году оно было перемещен в Лицей и продолжало существовать до 1948 года. С 1921 года, по инициативе архиепископа Луи Шкрецанни, в здании функционировало также и Высшее коммерческое училище для мальчиков, относившееся к Римской католической церкви.
В итоге Педагогический колледж оставался национальным учебным заведением уровня колледжа на протяжении полувека. За время существования ВУЗа более тридцати тысяч специалистов получили в нём высшее образование. Сегодня учащиеся поступают в университет из всех районов страны, а также и из-за рубежа.

## Структура
- Гуманитарный факультет: Институт языкознания и литературоведения, Отдел прикладных коммуникационных наук, Кафедра общей прикладной лингвистики, Отдел венгерской литературы
- Институт истории: Отдел истории Венгрии (средневековый и современный период), Отдел всемирной истории (древний и средневековый период), Отдел вспомогательных исторических наук, Отдел мировой истории
- Независимые отделы: Отдел американских исследований, Отдел британских исследований, Отдел музыки, Философский факультет, Кафедра французского языка и литературы, Отдел немецкого языка и литературы, Отдел визуальных искусств
- Факультет педагогического образования и технологии знаний
- Институт информатики и информационных технологий
- Факультет экономики и социальных наук
- Факультет естественных наук
- Институт биологии
- Институт пищевых наук и технологий
- Институт физической культуры и спорта: Отдел спортивной деятельности, Кафедра спортивной науки и методологии, Отдел теории телосложения